# Мабли, Люк
Томас Люк Мабли (англ. Thomas Luke Mably; род. 1 марта 1976 года) — английский актёр, известный по ролям Скотта Лукаса в сериале «Команда мечты», принца Эдварда в мелодраме «Принц и я» и «Белого» в триллере «Экзамен» 2009 года.

## Биография
Томас Люк Мабли родился 1 марта 1976 года в Лондоне в Великобритании. Учился в «Бирмингемской школе речи и драмы».

## Карьера
Широкую известность актёр получил, когда исполнил роль принца Эдварда в романтических комедиях «Принц и я» и «Принц и я: Королевская свадьба».
Мэбли также сыграл роль «Белого» в триллере «Экзамен», поставленном режиссёром Стюартом Хэйзлдайном, а в 2010 году получил главную роль в мистическом телесериале «Врата». Также сыграл роль нейрохирурга, доктора Саймона Хилла в канадской драме «Военный госпиталь».

## Фильмография

### Кино
| Кино | Кино                           | Кино                                 | Кино                         | Кино                   |
| Год  | Название                       | В оригинале                          | Роль                         | Примечания             |
| ---- | ------------------------------ | ------------------------------------ | ---------------------------- | ---------------------- |
| 2002 | 28 дней спустя                 | 28 Days Later                        | Рядовой Клифтон              | полнометражный фильм   |
| 2003 | 4:37                           | 4.37                                 | Джей                         | короткометражный фильм |
| 2004 | Принц и я                      | The Prince & Me                      | Принц Эдвард / Эдди Уилльямс | полнометражный фильм   |
| 2005 | Ловушка для призраков          | Spirit Trap                          | Том                          | полнометражный фильм   |
| 2005 | Быть Стэнли Кубриком           | Colour Me Kubrick                    | Rupert Rodnight              | полнометражный фильм   |
| 2006 | Принц и я: Королевская свадьба | The Prince & Me 2: The Royal Wedding | Король Эдвард / Эдди         | сразу на видео         |
| 2007 | Короли аферы                   | Save Angel Hope                      | Генри                        | полнометражный фильм   |
| 2009 | Экзамен                        | Exam                                 | «Белый»                      | полнометражный фильм   |
| 2009 | Под несчастной звездой         | Star Crossed                         | Алекс Пирс                   | полнометражный фильм   |

### Телевидение
| Телевидение | Телевидение                 | Телевидение       | Телевидение        | Телевидение               |
| Год         | Название                    | В оригинале       | Роль               | Примечания                |
| ----------- | --------------------------- | ----------------- | ------------------ | ------------------------- |
| 1999        | Холби-Сити                  | Holby City        | Paul               | 2 эпизода                 |
| 1999        | Команда мечты               | Dream Team        | Скотт Лукас        | 1999–2002                 |
| 2000        | Сотворение мира             | In The Beginning  | Айзек в юности     | телевизионный мини-сериал |
| 2001        | Восстание                   | Uprising          | Захария Артенштейн | телевизионный фильм       |
| 2002        | Ист-Эндерс                  | EastEnders        | Райан              | 1 эпизод                  |
| 2006        | Обман                       | Deceit            | Брайан             | телевизионный фильм       |
| 2007        | Кто получит собак?          | Who Gets The Dog? | Хьюго Дэлани-Джонс | телевизионный фильм       |
| 2007        | Питер Кингдом вас не бросит | Kingdom           | Марк Ларсен        | 1 эпизод                  |
| 2009        | Холм Мэгги                  | Maggie Hill       | Бен Эмерсон        | телевизионный фильм       |
| 2010        | Врата                       | The Gates         | Дилан Редклифф     | 13 эпизодов               |
| 2011        | Военный госпиталь           | Combat Hospital   | Доктор Саймон Хилл | 13 эпизодов               |